# باشگاه فوتبال وورکینگتون ای. اف. سی
باشگاه فوتبال وورکینگتون ای.اف.سی (به انگلیسی: Workington Association Football Club) یک باشگاه فوتبال در شهر وورکینگتون، کشور انگلستان است که در سال ۱۹۲۱ میلادی تأسیس شده‌است.